# Ottiliana Sparre
Ottiliana Sparre af Söfdeborg, född 30 juli 1820 i Sandhems församling, Skaraborgs län, död 17 juni 1900 i Bro församling, Uppsala län, var en svensk grevinna och hovfunktionär.

## Biografi
Ottiliana Sparre af Söfdeborg föddes 1820 på Tunarp i Sandhems socken. Hon var dotter till majoren greve Fredrik Vilhelm Sparre af Söfdeborg vid Västmanlands regemente och Beata Ulrika Lagerberg. Sparre blev 1 juni 1850 hovfröken hos kronprinsessan Lovisa som blev drottning 1859. Hon befordrades till statsfru hos drottningen den 1 november 1862 och blev tjänstefri efter dennas död 1871. Sparre avled 1900 i Bro socken.

### Familj
Sparre gifte sig 30 december 1851 på Ådö i Låssa socken med sin kusin, landshövdingen greve Erik Sparre af Söfdeborg (1816–1886) i Älvsborgs län. De fick tillsammans barnen hovfröken Lovisa Sparre af Söfdeborg (1852–1937) som var gift med hovmarskalken friherre Louis De Geer och legationsrådet Fredrik Rappe, Erik Gustaf Fredrik af Söfdeborg (1854–1875) och kammarherren Johan Claes Eriksson af Söfdeborg (född 1856).